# Kuwait Investment Authority
Pour les articles homonymes, voir KIA.
Le Kuwait Investment Authority (KIA) est un fonds souverain koweïtien gérant les excédents budgétaires de l'État koweïtien, liés principalement aux exportations d'hydrocarbures.
Créé en 1953 sous le nom de Kuwait Investment Board, il est alors le premier fonds d'investissement détenu par un État, et demeure aujourd'hui encore parmi les 10 plus grands fonds souverains au monde.

## Stratégie et objectifs
Le fonds gère notamment le Reserve Fund for Future Generation dont l'objectif est de diversifier les revenus de l'économie koweïtienne pour subvenir aux besoins des générations futures. Il investit donc dans une logique de long terme sur les marchés locaux, arabes et à l'international avec un siège basé à Koweït City et une antenne à Londres.

## Gouvernance
L'équipe de gestion du KIA reporte au conseil d'administration, composé de neuf personnes, dont quatre proviennent du gouvernement, et cinq représentent le secteur privé, nommées par le conseil des ministres koweïtien par décret. Le conseil d'administration désigne un directeur général (Chief Executive Officer) parmi les cinq représentants et est dirigé par le ministre des finances. Les autres membres du gouvernement sont le ministre de l'énergie, le gouverneur de la Banque Centrale du Koweït et le sous-secrétaire du ministre des finances.